# 1959年
1959年（1959 ねん）は、西暦（グレゴリオ暦）による、木曜日から始まる平年。昭和34年。

## 他の紀年法
- 干支：己亥（つちのと い）
- 日本（月日は一致）
  - 昭和34年
  - 皇紀2619年
- 中華民国（月日は一致）
  - 中華民国48年
- 朝鮮（月日は一致）
  - 檀紀4292年
  - 主体48年
- 仏滅紀元：2501年 - 2502年
- イスラム暦：1378年6月20日 - 1379年7月1日
- ユダヤ暦：5719年4月21日 - 5720年3月30日
- 修正ユリウス日(MJD)：36569 - 36933
- リリウス日(LD)：137410 - 137774

※檀紀は、大韓民国で1948年に法的根拠を与えられたが、1962年からは公式な場では使用されていない。

※主体暦は、朝鮮民主主義人民共和国で1997年に制定された。

## カレンダー
| 1月 |    |    |    |    |    |    |
| 日  | 月 | 火 | 水 | 木 | 金 | 土 |
|     |    |    |    | 1  | 2  | 3  |
| 4   | 5  | 6  | 7  | 8  | 9  | 10 |
| 11  | 12 | 13 | 14 | 15 | 16 | 17 |
| 18  | 19 | 20 | 21 | 22 | 23 | 24 |
| 25  | 26 | 27 | 28 | 29 | 30 | 31 |
|     |    |    |    |    |    |    |

| 2月 |    |    |    |    |    |    |
| 日  | 月 | 火 | 水 | 木 | 金 | 土 |
| 1   | 2  | 3  | 4  | 5  | 6  | 7  |
| 8   | 9  | 10 | 11 | 12 | 13 | 14 |
| 15  | 16 | 17 | 18 | 19 | 20 | 21 |
| 22  | 23 | 24 | 25 | 26 | 27 | 28 |
|     |    |    |    |    |    |    |

| 3月 |    |    |    |    |    |    |
| 日  | 月 | 火 | 水 | 木 | 金 | 土 |
| 1   | 2  | 3  | 4  | 5  | 6  | 7  |
| 8   | 9  | 10 | 11 | 12 | 13 | 14 |
| 15  | 16 | 17 | 18 | 19 | 20 | 21 |
| 22  | 23 | 24 | 25 | 26 | 27 | 28 |
| 29  | 30 | 31 |    |    |    |    |
|     |    |    |    |    |    |    |

| 4月 |    |    |    |    |    |    |
| 日  | 月 | 火 | 水 | 木 | 金 | 土 |
|     |    |    | 1  | 2  | 3  | 4  |
| 5   | 6  | 7  | 8  | 9  | 10 | 11 |
| 12  | 13 | 14 | 15 | 16 | 17 | 18 |
| 19  | 20 | 21 | 22 | 23 | 24 | 25 |
| 26  | 27 | 28 | 29 | 30 |    |    |
|     |    |    |    |    |    |    |

| 5月 |    |    |    |    |    |    |
| 日  | 月 | 火 | 水 | 木 | 金 | 土 |
|     |    |    |    |    | 1  | 2  |
| 3   | 4  | 5  | 6  | 7  | 8  | 9  |
| 10  | 11 | 12 | 13 | 14 | 15 | 16 |
| 17  | 18 | 19 | 20 | 21 | 22 | 23 |
| 24  | 25 | 26 | 27 | 28 | 29 | 30 |
| 31  |    |    |    |    |    |    |
|     |    |    |    |    |    |    |

| 6月 |    |    |    |    |    |    |
| 日  | 月 | 火 | 水 | 木 | 金 | 土 |
|     | 1  | 2  | 3  | 4  | 5  | 6  |
| 7   | 8  | 9  | 10 | 11 | 12 | 13 |
| 14  | 15 | 16 | 17 | 18 | 19 | 20 |
| 21  | 22 | 23 | 24 | 25 | 26 | 27 |
| 28  | 29 | 30 |    |    |    |    |
|     |    |    |    |    |    |    |

| 7月 |    |    |    |    |    |    |
| 日  | 月 | 火 | 水 | 木 | 金 | 土 |
|     |    |    | 1  | 2  | 3  | 4  |
| 5   | 6  | 7  | 8  | 9  | 10 | 11 |
| 12  | 13 | 14 | 15 | 16 | 17 | 18 |
| 19  | 20 | 21 | 22 | 23 | 24 | 25 |
| 26  | 27 | 28 | 29 | 30 | 31 |    |
|     |    |    |    |    |    |    |

| 8月 |    |    |    |    |    |    |
| 日  | 月 | 火 | 水 | 木 | 金 | 土 |
|     |    |    |    |    |    | 1  |
| 2   | 3  | 4  | 5  | 6  | 7  | 8  |
| 9   | 10 | 11 | 12 | 13 | 14 | 15 |
| 16  | 17 | 18 | 19 | 20 | 21 | 22 |
| 23  | 24 | 25 | 26 | 27 | 28 | 29 |
| 30  | 31 |    |    |    |    |    |
|     |    |    |    |    |    |    |

| 9月 |    |    |    |    |    |    |
| 日  | 月 | 火 | 水 | 木 | 金 | 土 |
|     |    | 1  | 2  | 3  | 4  | 5  |
| 6   | 7  | 8  | 9  | 10 | 11 | 12 |
| 13  | 14 | 15 | 16 | 17 | 18 | 19 |
| 20  | 21 | 22 | 23 | 24 | 25 | 26 |
| 27  | 28 | 29 | 30 |    |    |    |
|     |    |    |    |    |    |    |

| 10月 |    |    |    |    |    |    |
| 日   | 月 | 火 | 水 | 木 | 金 | 土 |
|      |    |    |    | 1  | 2  | 3  |
| 4    | 5  | 6  | 7  | 8  | 9  | 10 |
| 11   | 12 | 13 | 14 | 15 | 16 | 17 |
| 18   | 19 | 20 | 21 | 22 | 23 | 24 |
| 25   | 26 | 27 | 28 | 29 | 30 | 31 |
|      |    |    |    |    |    |    |

| 11月 |    |    |    |    |    |    |
| 日   | 月 | 火 | 水 | 木 | 金 | 土 |
| 1    | 2  | 3  | 4  | 5  | 6  | 7  |
| 8    | 9  | 10 | 11 | 12 | 13 | 14 |
| 15   | 16 | 17 | 18 | 19 | 20 | 21 |
| 22   | 23 | 24 | 25 | 26 | 27 | 28 |
| 29   | 30 |    |    |    |    |    |
|      |    |    |    |    |    |    |

| 12月 |    |    |    |    |    |    |
| 日   | 月 | 火 | 水 | 木 | 金 | 土 |
|      |    | 1  | 2  | 3  | 4  | 5  |
| 6    | 7  | 8  | 9  | 10 | 11 | 12 |
| 13   | 14 | 15 | 16 | 17 | 18 | 19 |
| 20   | 21 | 22 | 23 | 24 | 25 | 26 |
| 27   | 28 | 29 | 30 | 31 |    |    |
|      |    |    |    |    |    |    |

## できごと

### 1月
- 1月1日
  - 日本国内の度量衡単位をメートル法に移行。

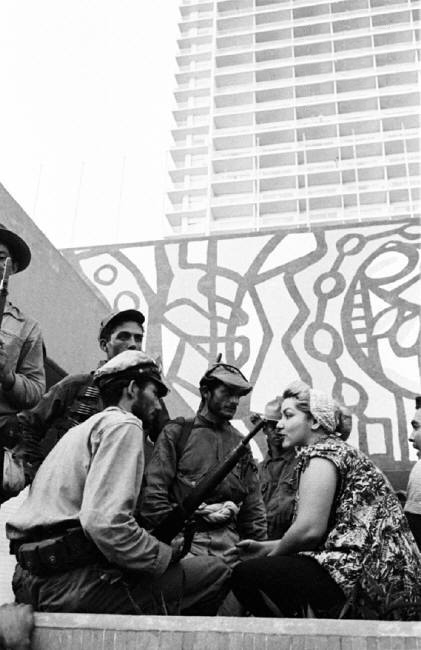
ハバナ・ヒルトン前の革命勢力の兵士

  - カストロ率いる革命勢力がハバナに進軍、バティスタ大統領はアメリカに逃亡（キューバ革命）。
  - 愛知県挙母市が豊田市に改名。
  - ラジオ長崎（現・長崎放送）テレビが開局。
- 1月3日 - アラスカがアメリカ49番目の州となる。
- 1月8日 - シャルル・ド・ゴールがフランス第五共和政初代大統領となる。
- 1月10日 - NHK教育テレビの放送が関東地方にて始まる。
- 1月13日 - キューバで、革命政府によりフルヘンシオ・バティスタ支持者71人が処刑される。
- 1月14日 - 昭和基地に置き去りにしたタロとジロの生存確認。
- 1月16日 - 高知県幡多郡で、翌17日にかけて大雪となり、県史上初の死者（1名）が記録される[1]。
- 1月19日 - 三井鉱山6000人希望退職者を募る。
- 1月27日 - 荒川連続自転車通り魔殺傷事件が発生。1974年時効成立。
- 1月29日 - 社団法人日本鉄道運転協会が発足する。

### 2月

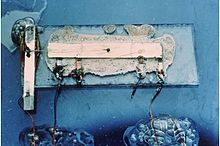
キルビーが作成した集積回路

- 2月 - マイクロモジュール計画に協力していたテキサス・インスツルメンツに参加したジャック・キルビーが世界初の集積回路を作成し、特許を取得。[2]
- 2月1日
  - 日本教育テレビ（NET、現・テレビ朝日）が放送開始。
  - 小澤征爾、音楽武者修行の旅に神戸港より出発。
- 2月2日 - ディアトロフ峠事件
- 2月3日 - ミュージシャンのバディ・ホリー、リッチー・ヴァレンス、ビッグ・ポッパーが搭乗していた飛行機が墜落し全員死亡（音楽が死んだ日）。
- 2月11日
  - 和製ポップス歌手「ザ・ピーナッツ」がデビュー。
  - 「紀元節奉祝建国祭大会」に参加した直後の右翼が三笠宮崇仁親王邸に押しかけ、一部が敷地内に乱入。
- 2月15日 -　主婦と生活社が書記長配転に抗議しスト、318日争議へ。

### 3月
- 3月1日
  - フジテレビジョン、毎日放送テレビ、日本海テレビジョン放送、九州朝日放送テレビが放送開始。フジテレビではトーク番組『スター千一夜』が放送開始（1981年9月終了）。
  - 吉本ヴァラエティ（現・吉本新喜劇）第1回公演。
- 3月9日 - バービー人形発売。
- 3月10日
  - BOACスチュワーデス殺人事件。
  - チベット蜂起
- 3月17日 - 「週刊少年マガジン」（講談社）、「週刊少年サンデー」（小学館）の同時創刊。
- 3月28日
  - 千鳥ケ淵戦没者墓苑が竣工。
  - 日米安保条約改定阻止国民会議結成。
- 3月30日 - 砂川事件で米軍駐留は違憲とする東京地裁判決。

### 4月
- 4月1日
  - NHK大阪放送局教育テレビジョン開局。
  - 東北地方初の民放テレビ局・東北放送テレビ開局。この他、札幌テレビ放送、北日本放送テレビ、ラジオ中国（現：中国放送）テレビ、四国放送テレビ、ラジオ高知（現：高知放送）テレビ、ラジオ熊本（現：熊本放送）テレビ、ラジオ南日本（現：南日本放送）テレビ、和歌山放送ラジオ、以上8局の民放局開局。
  - 第31回選抜高等学校野球大会が阪神甲子園球場で開幕。
- 4月2日 - 女性双子歌手「ザ・ピーナッツ」がレコード会社、キングレコードと契約を交わす。
- 4月8日 - 「週刊文春」（文藝春秋）が創刊。
- 4月10日
  - 皇太子明仁親王と正田美智子が結婚、ミッチー・ブームが最高潮に。
  - 第31回選抜高等学校野球大会の決勝戦が甲子園で行われ、中京商が岐阜商を3対2で破り、1956年（第28回）以来3年ぶり3度目の優勝を達成。
- 4月11日 - 伊東下田電気鉄道設立。
- 4月20日 - 東海道新幹線の起工式が行われる。
  - 国鉄の修学旅行専用列車「ひので」・「きぼう」運行開始。
- 4月25日 - セント・ローレンス運河の船舶通航開始、五大湖と大西洋相互間の運航が可能となる。
- 4月26日 - 巨人の王貞治選手が対国鉄戦でプロ入り第1号本塁打を打つ。
- 4月27日 - 中国国家主席に劉少奇を選出、毛沢東は党主席に専念。

### 5月

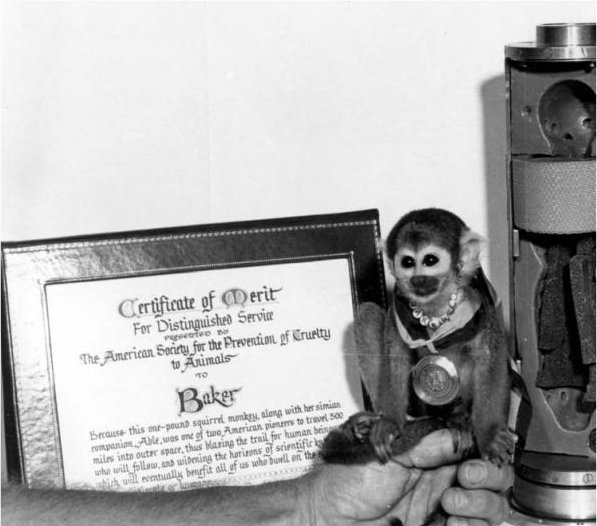
ジュピターCロケットに搭乗した猿の一匹・ミス＝ベイカー

- 5月1日 - キヤノンが「フレックス」を発売。
- 5月4日
  - ジェームス・ヴァン・アレンが地球を囲む放射線帯（ヴァン・アレン帯）を初観測。
  - 第1回グラミー賞授与式。ヘンリー・マンシーニの『ミュージック・フロム・ピーター・ガン』（年間最優秀アルバム賞）、ドメニコ・モドゥーニョの『ヴォラーレ』（年間最優秀楽曲賞）、チャンプスの『テキーラ』（最優秀リズム＆ブルース・パフォーマンス賞）がそれぞれ受賞。
- 5月26日 - IOC総会で、1964年の夏季オリンピック開催地が東京に決まる。
- 5月28日 - 2匹の猿を搭乗したジュピターCロケットがケープ・カナベラルから発射され、大気圏外を16分間飛行の後にプエルトリコ沖に着水。2匹の猿は世界で初めて大気圏外に行き尚且つ帰還した最初の哺乳類となった。

### 6月
- 6月1日
  - 日本光学工業が「ニコンF」を発売。

シンガポールの初代首相となったリー・クアンユー（左）と初代大統領となったユソフ・イシャク（中央）

  - 朝日放送（現：朝日放送グループホールディングス）と大阪テレビ放送が合併、朝日放送（現：朝日放送テレビ）が発足。
- 6月2日 - 第5回参議院議員通常選挙投票。
- 6月3日 -　シンガポールがマレーシアより分離独立。
- 6月12日 - 後楽園球場前に野球体育博物館(現・野球殿堂博物館)が完成。
- 6月19日 - アメリカ軍の那覇サイト（現・那覇空港）で核ミサイルの誤射事故。死者1人、負傷者6人。
- 6月21日 - ベイシア（当時の社名いせや）設立。
- 6月22日 - 第32臨時国会召集（7月3日閉会）。
- 6月25日 - 昭和天皇・香淳皇后が後楽園球場の巨人対阪神戦を観戦（天覧試合）。日本プロ野球史上唯一の天覧試合。試合は4-4で迎えた9回裏に巨人の長嶋茂雄が阪神の村山実からサヨナラ本塁打。
- 6月28日 - 日本アマチュア無線連盟、任意団体から社団法人へ移行。
- 6月30日 - 沖縄・宮森小学校米軍機墜落事故。死者17人、負傷者100人。

### 7月
- 7月1日 - シチズン時計が防水腕時計「パラウォーター」を発売。
- 7月6日 - 西ドイツザールラント州で使用される通貨がフランス・フランからドイツ・マルクになる。
- 7月14日 - 朝日新聞が熊本大学医学部の調査チームによる水俣病の有機水銀中毒原因説をスクープ。
- 7月15日 - 紀勢本線が三木里駅 - 新鹿駅間が開業し全通。
- 7月17日 - タンザニア・オルドヴァイでアウストラロピテクスの頭蓋骨を発見。
- 7月22日
  - 熊本大学医学部水俣病研究班が水俣病の原因物質は有機水銀であると公表。
  - 岩槻一家7人殺害事件が発生。
- 7月24日
  - モスクワで開催されたアメリカ博覧会でアメリカ副大統領ニクソンとソ連首相フルシチョフが生活水準について遣り合いになる（台所論争）。
  - 第8代ミス・ユニバースに日本人、アジア人として初めて児島明子が選ばれる。スリーサイズは歴代の欧米・南米美人を上回る37-23-38インチ（94-58.4-96.5cm）。

### 8月

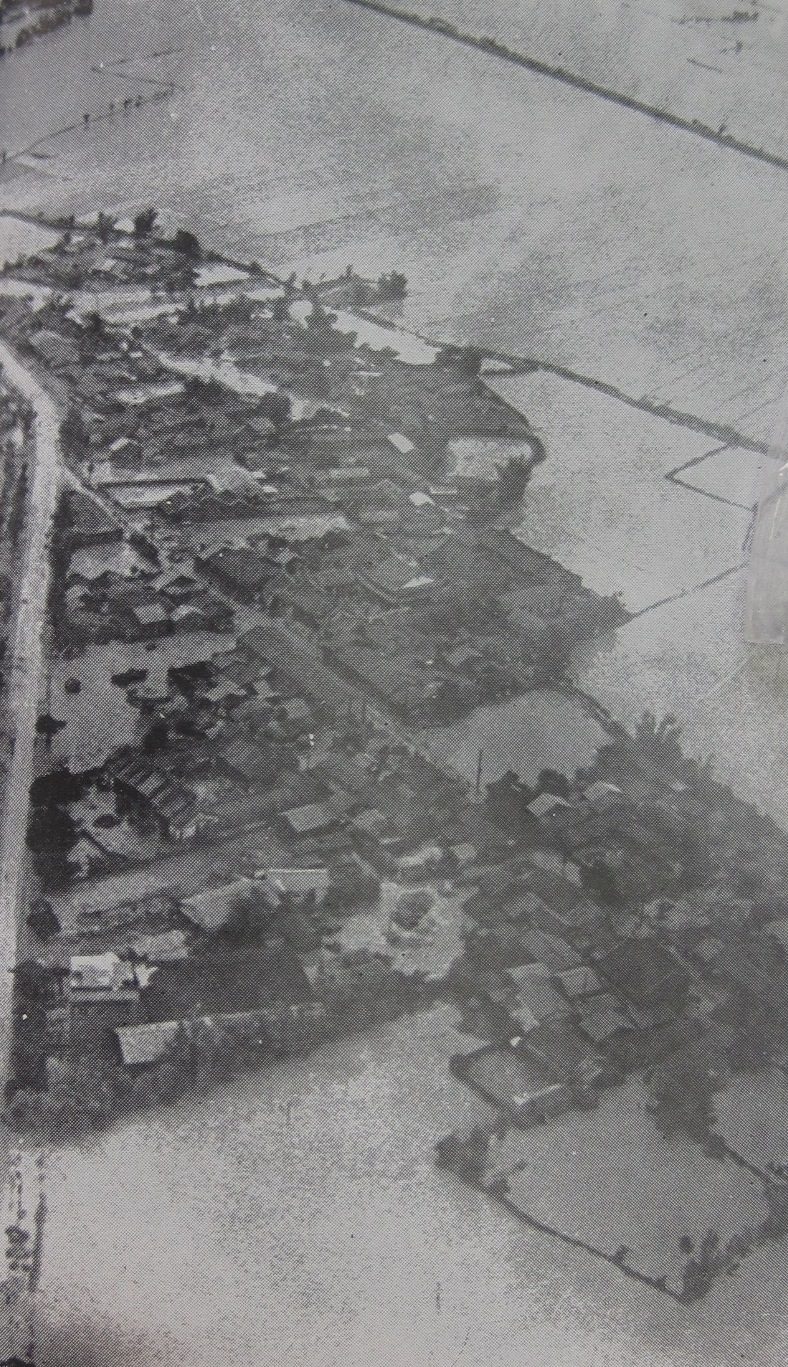
台湾8.7水害

- 8月1日 - 日産自動車が「ブルーバード」を発売。
- 8月4日 - ラオスで戒厳令施行。
- 8月7日 - 台湾で熱帯低気圧による水害（中国語版）が発生、台湾全域で667人が死亡・408人が行方不明。
- 8月8日 - 第41回全国高等学校野球選手権大会が開幕。
- 8月10日 - 松川事件、最高裁が原判決（有罪）を破棄差し戻し。
- 8月13日 -　在日朝鮮人帰還で日朝協定。
- 8月14日 - 台風7号が静岡県に上陸[3]。甲信地方を中心に甚大な被害をもたらす。
- 8月17日 - いすゞ自動車がトラック「エルフ」を発売（2009年に発売50周年を迎えた）。
- 8月18日 - 第41回全国高等学校野球選手権大会の決勝戦が行われ、西条が宇都宮工を延長15回の末8対2で破り、初優勝。
- 8月21日 - ハワイがアメリカ50番目の州となる。
- 8月22日 - 大日本製薬が胃腸薬「プロバンM」を発売（サリドマイドが配合された）。

### 9月

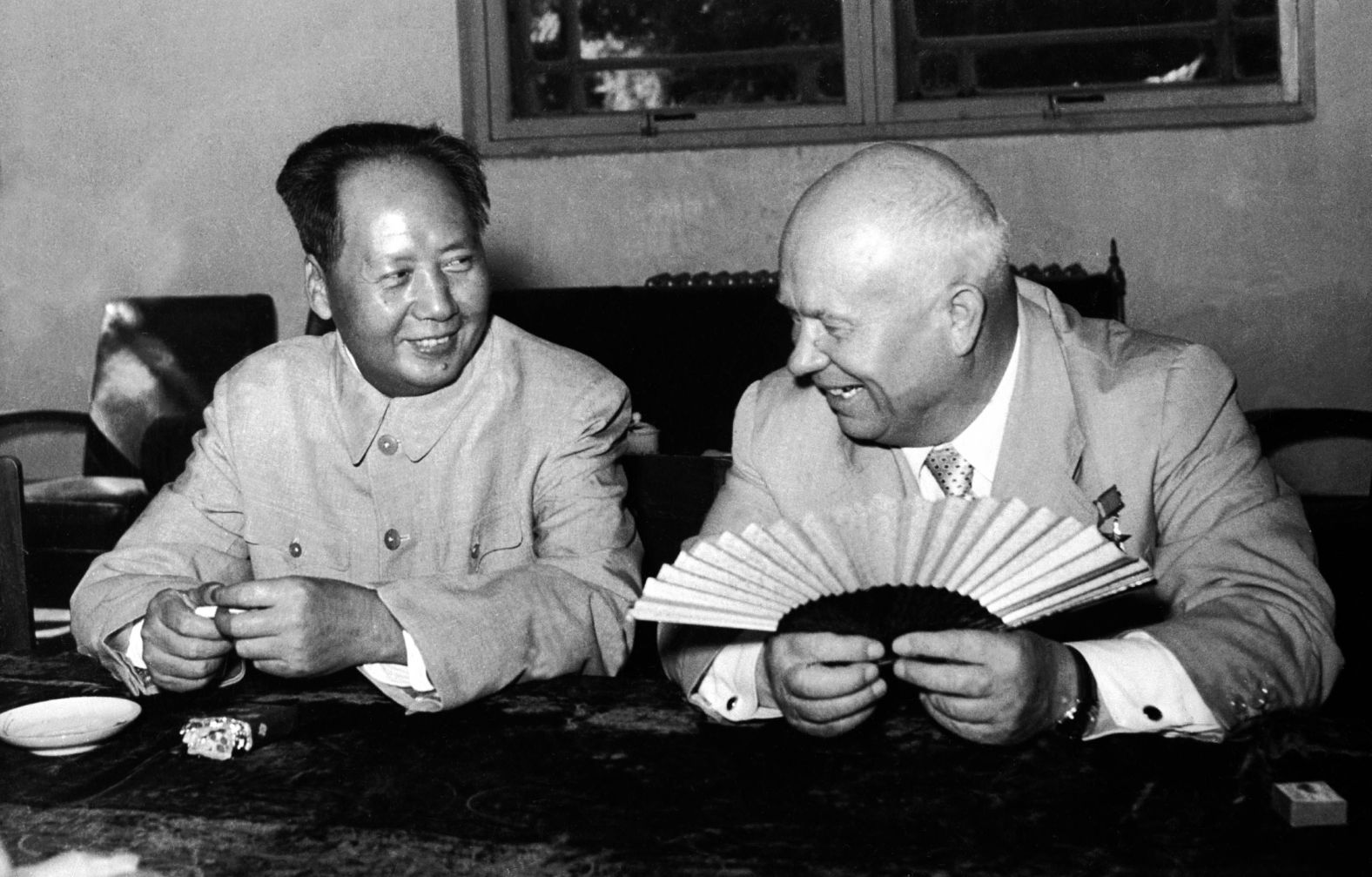
毛沢東と会談するフルシチョフ

- 9月13日 - ハインリヒ・リュプケが西ドイツ大統領に就任。
- 9月14日 - ソ連の月探査機ルナ2号が月に衝突。初めて月面に到達した人工物となる。
- 9月25日 - セイロン首相ソロモン・バンダラナイケが仏教僧に銃撃（英語版）され、翌26日に死亡した。
- 9月26日 - 伊勢湾台風、明治以後最大の台風被害をもたらす。死者5041人、被害家屋57万戸。
- 9月30日 - ソ連のフルシチョフ首相が中国の北京を訪問。毛沢東と会談するが共同声明は出されず、中ソの対立が表面化する。

### 10月

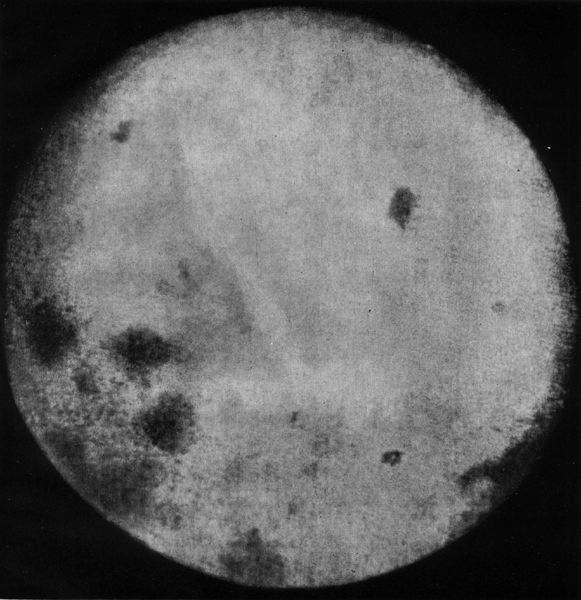
ルナ3号が撮影した月の裏側の写真

- 10月1日 - 青森放送、山口放送、大分放送、以上3局のテレビジョン放送局が開局。
- 10月3日 - 巨人が広島市民球場の広島戦に勝ち、5年連続セ・リーグ優勝。
- 10月5日 - NHK総合テレビでは子供向け番組『おかあさんといっしょ』が、週1回の形式で放送開始(翌1960年9月より週6日の帯番組へ移行)。毎日放送テレビ系で、皇室情報番組『皇室アルバム』放送開始。
- 10月7日 - ソ連の月探査機ルナ3号が月の裏側の写真を撮影し、月の裏側の様子が明らかになる。
- 10月21日 - ニューヨークにソロモン・R・グッゲンハイム美術館オープン。
- 10月26日 - 第33臨時国会召集（12月27日閉会）。
- 10月29日 - 日本シリーズで南海が巨人をストレート4連勝(4タテ)で下し初の日本一に輝く。
- 10月31日 - ベルギー領コンゴで暴動発生。

### 11月

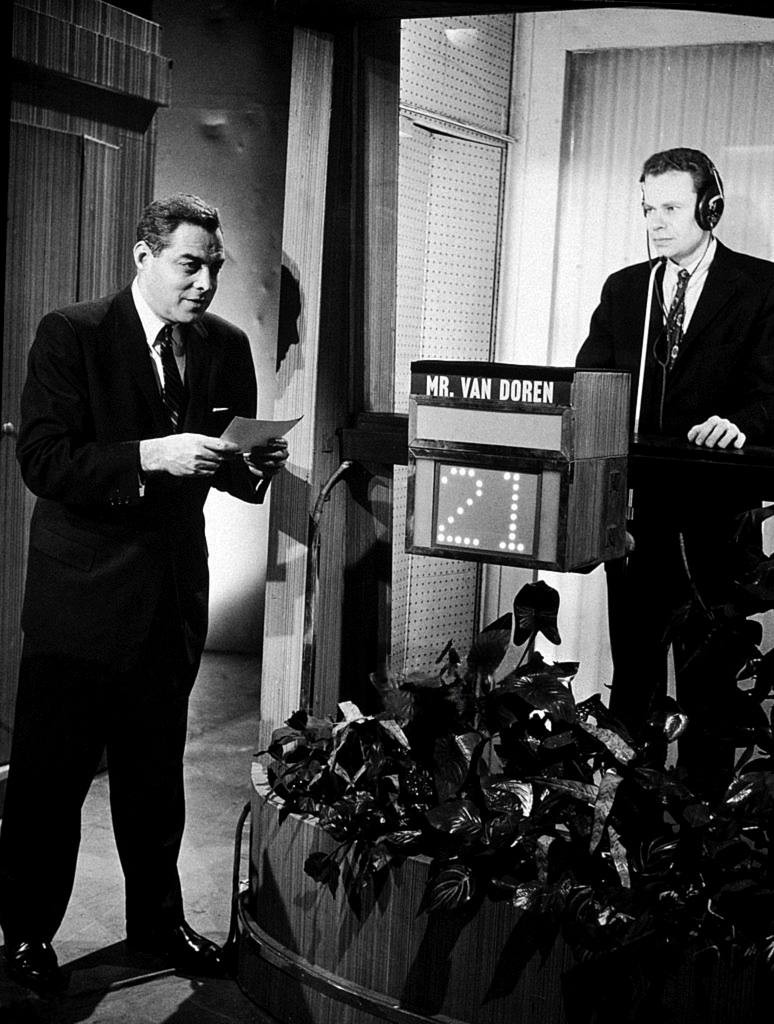
『トウェンティワン』の司会ジャック・バリーと解答者のチャールズ・ヴァン・ドーン。

- 11月2日 - クイズショー・スキャンダル（英語版）: チャールズ・ヴァン・ドーンが米議会下院立法管理小委員会において、クイズショー『トウェンティワン（英語版）』でのやらせを認め、テレビ初期の信用を失墜させる。
- 11月5日 - 汐留 - 梅田間に日本初のコンテナ専用列車「たから号」運転開始。
- 11月15日 - ドイツ社会民主党がゴーデスベルク綱領を採択。
- 11月19日 - 緑のおばさん登場。日給は350円。
- 11月20日 - 横浜市金沢区で、化学工場が爆発（東洋化工爆発事故）。
- 11月20日 - 近畿東海放送（旧・ラジオ三重）とラジオ東海（旧・岐阜放送〈初代〉）が合併し、東海ラジオ放送が設立。

### 12月
- 12月 - 日本楽器製造（現・ヤマハ）がエレクトーンを発売。
- 12月1日 - アメリカ合衆国、ソビエト連邦など12か国が南極条約に調印。
- 12月3日 - 個人タクシーが許可される。173人に初免許。
- 12月4日 - 新潟日赤センター爆破未遂事件発生。
- 12月11日 - 横浜市内の国道1号（第二京浜）でTNT火薬4トンを積んだトラックが交通事故に遭い大爆発。（第二京浜トラック爆発事故）
- 12月14日 - 北朝鮮への在日朝鮮人の帰還事業が始まる。
- 12月15日
  - ラジオ山陰（現・山陰放送）テレビが開局。
  - 第1回日本レコード大賞に水原弘歌唱の「黒い花びら」が選ばれる。
- 12月29日 - 第34国会召集（1960年7月15日閉会）。

### 日付不詳
- アメリカ合衆国で、ナイロン製パンティストッキングが発売される。
- コンゴで、人類初のHIV感染による死亡者が出る。
- イランで、最後のカスピトラが死亡、絶滅種となる。

## スポーツ
- プロ野球
  - セントラル・リーグ優勝　東京讀賣巨人軍（当時のリーグ戦新記録となるリーグV5達成）
  - パシフィック・リーグ優勝　南海ホークス
  - 日本シリーズ優勝　南海ホークス（4勝0敗）
- 大相撲（幕内最高優勝）
  - 初場所　若乃花幹士
  - 春場所　栃錦清隆
  - 夏場所　若乃花幹士
  - 名古屋　栃錦清隆
  - 秋場所　若乃花幹士
  - 九州場所　若羽黒朋明

## 芸術・文化

### 音楽
- 洋楽
  - フィル・フィリップス 「シー・オブ・ラブ」
  - フランキー・フォード 「シー・クルーズ」[注釈 1]
  - レイ・チャールズ 「ホワッド・アイ・セイ」
  - サム・クック 「オンリー・シックスティーン」[注釈 2]
  - チャック・ベリー 「メンフィス・テネシー」
  - ロイド・プライス 「パーソナリティー」「スタッガリー」
  - プラターズ 「煙が目にしみる」
- 邦楽
  - ペギー葉山「南国土佐を後にして」
  - 12月27日 - 文京公会堂で第1回日本レコード大賞開催。
- クラシック音楽
  - 小澤征爾が第9回ブザンソン国際指揮者コンクールに日本人として初めて出場し、優勝する。

### 映画
- お熱いのがお好き （監督：ビリー・ワイルダー）
- 大人は判ってくれない （監督：フランソワ・トリュフォー）
- 海獣ビヒモス
- スリ （監督：ロベール・ブレッソン）
- ベン・ハー （監督：ウィリアム・ワイラー）
- 北北西に進路を取れ （監督：アルフレッド・ヒッチコック）
- 眠れる森の美女
- 宇宙大戦争
- 東海道四谷怪談 （監督：中川信夫）
- 人間の條件 （監督：小林正樹、主演：仲代達矢）。 1/2部及び3/4部を1959年に公開し、5/6部を1961年に公開。

### 文学
- 芥川賞
  - 第41回（1959年上半期） - 斯波四郎 『山塔』
  - 第42回（1959年下半期） - 該当作品なし
- 直木賞
  - 第41回（1959年上半期） - 渡邊喜恵子『馬淵川』、平岩弓枝『鏨師』
  - 第42回（1959年下半期） - 司馬遼太郎『梟の城』、戸板康二『團十郎切腹事件』
- 出版界の出来事 
  - 少年漫画雑誌「週刊少年サンデー」（小学館）と「週刊少年マガジン」（講談社）が創刊。
  - 4月、「週刊文春」（文藝春秋）創刊。

### テレビ
- スター千一夜
- おとなの漫画
- 少年ジェット
- まぼろし探偵
- デン助劇場
- 番頭はんと丁稚どん
- ヤン坊マー坊天気予報
- 七色仮面
- ザ・ヒットパレード
- ローハイド
- ママちょっと来て
- 東芝日曜劇場 / カミさんと私
- 頓馬天狗
- おかあさんといっしょ
- 日本の日蝕
- サンヨーテレビ劇場 / いろはにほへと
- 開局 - NHK教育テレビ、フジテレビ、日本教育テレビ（NET）、毎日放送、札幌テレビ、東北放送、ラジオ中国、九州朝日放送ほか

### ラジオ
- 4月1日 - 和歌山放送（WBS）開局。
- 10月 - ニッポン放送が日本初の24時間放送開始（当初は深夜放送業務を「株式会社深夜放送」に委託していた）。

### コマーシャル
| キャッチフレーズなど                           | 商品名など           | メーカー     | 出演者       | 音楽                           |
| ---------------------------------------------- | -------------------- | ------------ | ------------ | ------------------------------ |
| ♪僕の名前はヤン坊、僕の名前はマー坊            | ヤン坊マー坊天気予報 | ヤンマー     | -            | 米山正夫                       |
| ミゼット!言うたった                            | ダイハツ・ミゼット   | ダイハツ工業 | 大村崑       | -                              |
| 姓はオロナイン、名は軟膏                       | オロナイン軟膏       | 大塚製薬     | 大村崑       | -                              |
| ♪カッパッパールンパッパー                      | 黄桜                 | 黄桜酒造     | 清水崑（画） | 田中正史（曲）・楠トシエ（歌） |
| 1粒で2度おいしい                               | アーモンドグリコ     | 江崎グリコ   | -            | 三木鶏郎                       |
| おもちも入ってベタベタと安くてどうもすいません | 即席しるこ           | 渡辺製菓     | 初代林家三平 | -                              |

## 誕生

### 1月
- 1月1日 - 山本貴嗣、漫画家・デザイナー
- 1月3日 - ダンカン、お笑いタレント・俳優・放送作家
- 1月5日 - 片山恭一、小説家
- 1月5日 - 高見恭子、タレント
- 1月5日 - 安藤光彰、騎手
- 1月8日 - 飯田哲也、エネルギー学者、政治活動家
- 1月11日 - 須貝幸生、作曲家・編曲家（元ESSEX）
- 1月11日 - ロイド・マクレンドン、メジャーリーガー
- 1月12日 - ブリクサ・バーゲルト、ミュージシャン・詩人
- 1月13日 - 半田利弘、天文学者
- 1月13日 - 太川陽介、歌手
- 1月14日 - 柴田理恵、タレント
- 1月14日 - 吉田鋼太郎、俳優、演出家
- 1月15日 - 田原成貴、元調教師・騎手
- 1月16日 - 池上季実子、女優
- 1月16日 - 辛淑玉、実業家・人権問題活動家・評論家
- 1月16日 - 奥田建、政治家
- 1月17日 - 山口百恵、元歌手
- 1月17日 - スザンナ・ホフス、歌手
- 1月18日 - ダグマル・ルルツ、フィギュアスケート選手
- 1月19日 - 竹本泉、漫画家
- 1月20日 - 武藤一邦、プロ野球選手
- 1月21日 - 京本政樹、俳優
- 1月22日 - 岸本好弘、ゲームクリエイター
- 1月22日 - リンダ・ブレア、女優
- 1月24日 - 前田日明、プロレスラー
- 1月24日 - ミシェル・プロドーム、元サッカー選手・サッカー指導者
- 1月24日 - なんきん、漫画家
- 1月25日 - キム・ヨンジャ、演歌歌手
- 1月26日 - 山下久美子、歌手
- 1月28日 - 今岡均、プロ野球選手
- 1月30日 - セルゲイ・バブーリン、政治家

### 2月
- 2月1日 - 荒川亨、株式会社ACCESS創業者（+ 2009年[4]）
- 2月1日 - 荘勝雄、元プロ野球選手
- 2月2日 - 柄刀一、小説家
- 2月2日 - 中原勇一、プロ野球選手
- 2月3日 - 小西康陽、音楽家
- 2月4日 - 大久保弘司、元プロ野球選手
- 2月7日 - カルロス・ポンセ、元プロ野球選手
- 2月8日 - 山田詠美、作家
- 2月11日 - ロベルト・モレノ、元F1ドライバー
- 2月11日 - 岡田惠和、脚本家・小説家
- 2月12日 - 岡田奈々、歌手・女優
- 2月13日 - 山本百合子、声優
- 2月14日 - 山田直毅、ミュージシャン
- 2月14日 - 姫井由美子、参議院議員
- 2月16日 - ジョン・マッケンロー、プロテニス選手
- 2月19日 - 海道龍一朗、作家
- 2月19日 - 星野充昭、俳優、声優
- 2月20日 - ビル・ガリクソン、元プロ野球選手
- 2月23日 - 遠藤雅伸、ゲームクリエイター
- 2月25日 - 都裕次郎、元プロ野球選手
- 2月27日 - ケニー野村、元プロ野球選手
- 2月27日 - 田中幸雄、元プロ野球選手
- 2月27日 - 神保彰、ドラマー、元カシオペアのメンバー
- 2月28日 - 新井純、実業家

### 3月
- 3月2日 - 石田和明、漫画家
- 3月3日 - 宮台真司、社会学者
- 3月4日 - マイク・ブラウン、元メジャーリーガー
- 3月5日 - 北条司、漫画家
- 3月7日 - 竹原信一、阿久根市長
- 3月7日 - トム・レーマン、ゴルファー
- 3月10日 - 桶谷顕、脚本家（+ 2007年）
- 3月11日 - 板野一郎、演出家、アニメーター
- 3月11日 - フィル・ブラッドリー、元プロ野球選手
- 3月12日 - やくみつる、漫画家
- 3月14日 - パトリック・デュポン、バレエダンサー
- 3月18日 - アイリーン・キャラ、歌手、女優（+ 2022年）
- 3月19日 - 森厚三、元プロ野球選手
- 3月21日 - 植松伸夫、作曲家
- 3月23日 - 伊倉一恵、声優
- 3月25日 - 嘉門達夫、シンガーソングライター、元落語家
- 3月25日 - 原田宗典、作家
- 3月25日 - 長澤靖、挿絵画家
- 3月28日 - 両澤千晶、アニメーション脚本家（+ 2016年）
- 3月28日 - 潮見佳男、法学者（+ 2022年）

### 4月
- 4月1日 - 西尾大介、アニメーション監督
- 4月2日 - 松本正志、プロ野球選手
- 4月3日 - 米村理、元プロ野球選手
- 4月3日 - 霧島一博、元大相撲力士・大関、現・陸奥親方
- 4月3日 - 遠藤貴巳、四国放送アナウンサー
- 4月8日 - 四代目三遊亭圓歌、落語家
- 4月8日 - 太寿山忠明、元大相撲力士・関脇、現・花籠親方
- 4月8日 - 中田良弘、元プロ野球選手
- 4月10日 - 高原兄、ミュージシャン、タレント
- 4月10日 - 福家雅明、元プロ野球選手
- 4月10日 - ブライアン・セッツァー、ミュージシャン・ギタリスト
- 4月13日 - ジャン・ラヴェルナリヴ、マダガスカル首相
- 4月17日 - 山口哲治、元プロ野球選手
- 4月20日 - クリストファー・ネメス、ファッションデザイナー
- 4月21日 - 畑中葉子、歌手、女優
- 4月21日 - 矢野実、元プロ野球選手
- 4月21日 - 入江崇史、声優
- 4月22日 - 尾上旭、元プロ野球選手
- 4月22日 - テリー・フランコーナ、メジャーリーガー、メジャーリーグ監督
- 4月25日 - 梅沢義勝、元プロ野球選手
- 4月27日 - ルイ・ロルティ、ピアニスト
- 4月29日 - 和由布子、元女優
- 4月29日 - 水口昌彦、テレビプロデューサー・フジテレビジョン編成制作局バラエティ制作センター室長
- 4月30日 - 久美沙織、作家
- 4月30日 - 杉田敦、政治学者
- 4月30日 - スティーヴン・ハーパー、カナダの首相

### 5月
- 5月1日 - 加藤鷹、元AV男優、タレント
- 5月1日 - 川本智徳、元プロ野球選手
- 5月2日 - 関口誠人、シンガーソングライター （元C-C-B）
- 5月3日 - 杉本正、元プロ野球選手
- 5月3日 - 小山実稚恵、ピアニスト
- 5月3日 - 竹内和憲、プロ野球選手
- 5月4日 - 西口裕治、元プロ野球選手
- 5月5日 - ニール・リード、元少年歌手
- 5月6日 - 浜本龍治、元プロ野球選手
- 5月8日 - 榊原郁恵、タレント
- 5月9日 - 片山さつき、財務官僚・政治家
- 5月9日 - 仁村薫、元プロ野球選手
- 5月10日 - 小松辰雄、元プロ野球選手
- 5月12日 - 山本桂、元プロ野球選手
- 5月12日 - 佐々木かをり、実業家
- 5月14日 - 伊藤寿文、元プロ野球選手
- 5月15日 - ルイス・ペレス＝サラ、元F1ドライバー
- 5月16日 - 伊藤一義、シンガーソングライター
- 5月17日 - 池田親興、元プロ野球選手
- 5月17日 - 曽我ひとみ、日本人拉致被害者
- 5月17日 - 中村知美、SUBARU社長、スバル・オブ・アメリカ会長
- 5月17日 - アンソニー・レイド、レーシングドライバー
- 5月18日 - 霞流一、推理作家
- 5月21日 - 湧川勉、プロ野球選手
- 5月23日 - 高橋名人、ファミコン名人
- 5月23日 - 川島隆太、東北大学教授
- 5月25日 - 広瀬明彦、元プロ野球選手
- 5月27日 - 上村恭生、高校野球指導者（+ 2005年）
- 5月30日 - 前野知常、キーボーディスト・作曲家・編曲家
- 5月31日 - アンドレア・デ・チェザリス、元F1ドライバー（+ 2014年）

### 6月
- 6月1日 - 松本大、声優
- 6月1日 - 中原朝日、元プロ野球選手
- 6月1日 - マーティン・ブランドル、元F1ドライバー
- 6月3日 - 山中重信、元プロ野球選手
- 6月3日 - 竹口昭憲、元プロ野球選手
- 6月5日 - 三浦広之、元プロ野球選手
- 6月7日 - 小林武史、音楽家
- 6月8日 - 川口ヱリサ、ヴァイオリニスト
- 6月9日 - 中塚昌尚、プロ野球選手
- 6月10日 - カルロ・アンチェロッティ、元サッカー選手、サッカー指導者
- 6月10日 - 寺沢大介、漫画家
- 6月11日 - 屋鋪要、元プロ野球選手
- 6月12日 - 篠原敬介、作曲家
- 6月15日 - 遊人、漫画家
- 6月17日 - 矢尾一樹[5]、声優
- 6月19日 - 相沢郁、調教師
- 6月19日 - 吉本笑子、作家・教育カウンセラー
- 6月22日 - 志州山真国、元大相撲力士、出羽海部屋
- 6月22日 - 鎌田正彦、実業家
- 6月24日 - エフゲーニ・ザラフィアンツ、ピアニスト
- 6月27日 - 大高洋夫、俳優
- 6月27日 ‐ ツートン青木、タレント
- 6月27日 - 鈴木伸良、プロ野球選手
- 6月28日 - ジョン・シェリー、画家
- 6月28日 - 宮沢厚、アニマルトレーナー
- 6月29日 - 後藤雄一、元プロ野球選手
- 6月29日 - 引田天功 (2代目)、イリュージョニスト

### 7月
- 7月2日 - 原口一博、政治家
- 7月3日 - 吉良知彦、ミュージシャン（ZABADAK）（+ 2016年[6]）
- 7月6日 - 鈴木康友、元プロ野球選手
- 7月7日 - 嬉野雅道、水曜どうでしょうカメラ担当ディレクター
- 7月7日 - アレッサンドロ・ナニーニ、元F1ドライバー
- 7月7日 - 近藤玲子、声優（+ 2007年）
- 7月8日 - 川口和久、元プロ野球選手
- 7月8日 - 西田昌史、シンガーソングライター、音楽プロデューサー（EARTHSHAKER）
- 7月9日 - 服部浩一、元プロ野球選手
- 7月11日 - ジェフ・ケンプ、元アメリカンフットボール選手
- 7月11日 - 藤井徹貫、音楽ライター、小説家
- 7月12日 - 片平なぎさ、女優
- 7月12日 - 扇崎秀薗、舞踊家
- 7月15日 - 玉井次郎、ノンフィクション作家
- 7月16日 - 古手川祐子、女優
- 7月17日 - 杉山清貴、歌手
- 7月17日 - 河合じゅんじ、漫画家
- 7月21日 - 井辺康二、元プロ野球選手
- 7月22日 - ピーター・カルザース、フィギュアスケート選手
- 7月22日 - 森公美子、オペラ歌手・お笑いタレント・女優
- 7月23日 - 坂本賀勇、ゲームクリエイター
- 7月23日 - 岩本好広、元プロ野球選手
- 7月24日 - 原恵一、アニメーション監督
- 7月25日 - 沢幡誠士、プロ野球選手
- 7月26日 - ケヴィン・スペイシー、俳優
- 7月26日 - 山沖之彦、元プロ野球選手
- 7月31日 - 平田勝男、元プロ野球選手

### 8月
- 8月3日 - 田中耕一、科学者
- 8月5日 - リチャード・ダトロー・ジュニア、調教師
- 8月6日 - 米村明、元プロ野球選手
- 8月7日 - 内田春菊、漫画家、小説家
- 8月8日 - ルベン・パス、元サッカー選手
- 8月9日 - 野村万之丞(5世)、狂言師(+2004年)
- 8月11日 - 村上世彰、投資家、村上ファンド
- 8月13日 - 藤本由香里、編集者、評論家、マンガ評論家
- 8月13日 - 長野まゆみ、小説家
- 8月14日 - マジック・ジョンソン、元バスケットボール選手
- 8月16日 - ローラ・イネス、女優
- 8月17日 - 赤井英和、元プロボクサー、俳優、タレント
- 8月17日 - 長保有紀、演歌歌手
- 8月17日 - 坂本千夏、声優
- 8月18日 - 桃井進、元プロ野球選手、審判
- 8月19日 - アンソニー・ガレア、医師
- 8月19日 - 大塚淳弘、プロ野球選手
- 8月22日 - 何ン田研二、歌手
- 8月23日 - ピーター・オペガード、元フィギュアスケート選手
- 8月24日 - 雨宮慶太、映画監督・イラストレーター・キャラクターデザイナー
- 8月27日 - ゲルハルト・ベルガー、元F1ドライバー
- 8月27日 - 田中毅彦、元プロ野球選手
- 8月27日 - ブライアン・ポッカー、フィギュアスケート選手（+ 1992年）
- 8月27日 - 渡部絵美、タレント・元フィギュアスケート選手
- 8月28日 - 片山一良、アニメーション監督
- 8月29日 - 渋井敬一、元プロ野球選手
- 8月29日 - 五十嵐信一、元プロ野球選手
- 8月30日 - 駒崎幸一、元プロ野球選手
- 8月30日 - 田辺繁文、元プロ野球選手
- 8月31日 - 景山誠治、ヴァイオリニスト
- 8月31日 - 木下透、プロ野球選手

### 9月
- 9月1日 - 大堀薫、ミュージシャン、作曲家、元BLUEW
- 9月1日 - 真田豊実、マジシャン
- 9月2日 - 日山正明、ドラマー、元カシオペアのメンバー
- 9月2日 - 中島哲也、映画監督・CMディレクター
- 9月5日 - 松尾紀子、フジテレビアナウンサー
- 9月5日 - グレアム・ヨスト、脚本家、テレビプロデューサー
- 9月8日 - 島津冴子、声優
- 9月9日 - 宮本賢治、元プロ野球選手
- 9月9日 - エリック・セラ、作曲家
- 9月13日 - 佐藤兼伊知、元プロ野球選手
- 9月13日 - 田中力、プロ野球選手
- 9月14日 - 北川健太郎、元検察官、弁護士
- 9月15日 - 田中和博、元プロ野球選手
- 9月16日 - 高橋千鶴子、政治家
- 9月16日 - ティム・レインズ、メジャーリーガー
- 9月17日 - 大島さと子、女優・タレント
- 9月18日  - 飯城勇三、翻訳者、評論家、エラリー・クイーン研究家
- 9月18日 - 及川美喜男、元プロ野球選手
- 9月18日 - ライン・サンドバーグ、元メジャーリーガー
- 9月18日 - 森朗、気象予報士
- 9月18日 - マーク・ロマネク、映画監督
- 9月20日 - 石川ひとみ、歌手
- 9月20日 - 飯田正男、プロ野球選手
- 9月22日 - 石井竜也、歌手
- 9月23日 - 藤原カムイ、漫画家
- 9月24日 - 稲葉なおと、紀行作家、一級建築士
- 9月24日 - 真行寺君枝、女優
- 9月28日 - 小西博之、タレント
- 9月28日 - 田島克彦、プロ野球選手
- 9月28日 - 徳井優、俳優
- 9月28日 - 野崎進、プロ野球選手

### 10月
- 10月1日 - 轟進一、ものまねタレント
- 10月1日 - ユッスー・ンドゥール、歌手
- 10月2日 - レナ・ハデス、画家・作家
- 10月2日 - 小野了、俳優
- 10月3日 - 田口ランディ、小説家・エッセイスト
- 10月3日 - 中島はるみ、女優、モデル
- 10月5日 - ロデリック・アレン、元プロ野球選手
- 10月5日 - 渡邉美樹、実業家
- 10月6日 - 中沢けい、小説家
- 10月7日 - 清家政和、元プロ野球選手
- 10月8日 - 二村忠美、元プロ野球選手
- 10月10日 - 畠中恵、小説家
- 10月11日 - 掛川裕彦、声優
- 10月11日 - ワイン・ガードナー、オートバイレーサー
- 10月12日 - 本郷みつる、アニメーション監督
- 10月12日 - 東儀秀樹、雅楽演奏家
- 10月13日 - 津久井克行、Classメンバー（+ 2009年）
- 10月16日 - 林寛子、タレント
- 10月16日 - ケビン・マクレイノルズ、メジャーリーガー
- 10月16日 - ブライアン・ハーパー、メジャーリーガー
- 10月18日 - 福田淳一、弁護士、財務事務次官
- 10月20日 - 川西幸一、ドラマー、ユニコーンのメンバー
- 10月21日 - 渡辺謙、俳優
- 10月21日 - ジョージ・ベル、元メジャーリーガー
- 10月22日 - 新井克太郎、元プロ野球選手
- 10月23日 - ジョージ・ヒンショー、元プロ野球選手
- 10月23日 - アル・ヤンコビック、歌手
- 10月24日 - 田村藤夫、元プロ野球選手
- 10月25日 - 菅沼孝三、ミュージシャン、ドラマー（+ 2021年）[7]
- 10月25日 - ラッキィ池田、振付師・タレント
- 10月26日 - 久保田篤、タレント
- 10月29日 - ジェシー・バーフィールド、元プロ野球選手

### 11月
- 11月1日 - 原えりこ、声優
- 11月1日 - 田城郁、政治家
- 11月3日 - ハル・ハートリー、映画監督
- 11月4日 - 川城和実、映画プロデューサー、アニメーションプロデューサー、実業家
- 11月5日 - 荒川美奈子、声優
- 11月5日 - ロイド・モスビー、元プロ野球選手
- 11月6日 - 飛田展男[8]、声優
- 11月6日 - 太田哲也、レーシングドライバー
- 11月9日 - 長島哲郎、プロ野球選手
- 11月10日 - 芹澤信雄、プロゴルファー
- 11月10日 - 原日出子、女優・歌手
- 11月10日 - 佐々木順一朗、高校野球指導者
- 11月11日 - 山田ふしぎ、声優
- 11月11日 - 田中美佐子、女優
- 11月11日 - フランク・ランペン、プロ野球指導者
- 11月12日 - 佐橋俊彦、作曲家
- 11月12日 - 松本ちえこ、タレント・女優（+ 2019年[9][10]）
- 11月15日 - 及川浩司、元レーシングドライバー
- 11月16日 - 石田弘志、声優
- 11月21日 - 真柴摩利、声優
- 11月21日 - 渡辺菜生子、声優
- 11月21日 - ヒクソン・グレイシー、格闘家
- 11月22日 - タイ・バビロニア、フィギュアスケート選手
- 11月22日 - オレグ・ワシリエフ、フィギュアスケート選手
- 11月23日 - ブルック・ジャコビー、元プロ野球選手
- 11月24日 - 大塚明夫、声優
- 11月25日 - 赤坂泰彦、ラジオDJ・タレント・司会者
- 11月25日 - マーク・ハウザー、生物学者
- 11月27日 - ヴィクトリア・ムローヴァ、ヴァイオリニスト
- 11月27日 - 大西雅也、アニメーター、キャラクターデザイナー
- 11月28日 - 井上敏樹、脚本家
- 11月28日 - 松原みき、歌手（+ 2004年）
- 11月29日 - 三浦雅子、声優

### 12月
- 12月2日 - 細野不二彦、漫画家
- 12月2日 - 仁科有理、女優
- 12月5日 - 鳥山雄司、ミュージシャン
- 12月5日 - 奈良美智、画家・彫刻家
- 12月6日 - 岩田聡、ゲームクリエイター・任天堂第4代社長（+ 2015年）
- 12月6日 - ラリー・シーツ、元プロ野球選手
- 12月9日 - 春風亭昇太、落語家
- 12月12日 - マウロ・マゾッティ、野球監督、元野球選手
- 12月14日 - ホルヘ・バカ、プロボクサー
- 12月17日 - 青山道雄、元プロ野球選手
- 12月17日 - マーベル・ウイン、元プロ野球選手
- 12月19日 - スティーヴン・イッサーリス、チェリスト
- 12月20日 - 中山竹通、元陸上競技（長距離種目）選手
- 12月21日 - フローレンス・ジョイナー、陸上競技選手（+ 1998年）
- 12月22日 - ベルント・シュスター、元サッカー選手
- 12月24日 - トミーズ雅、お笑い芸人（トミーズ）
- 12月25日 - ジョン・キムラ・パーカー、ピアニスト
- 12月26日 - 平野義和、ナレーター
- 12月27日 - 高田晴行、警察官（+ 1993年）
- 12月29日 - 岡崎律子、シンガーソングライター（+ 2004年）
- 12月29日 - マイク・ブラウン、元プロ野球選手

### 誕生日不詳
- 清古愛弓、医師、 全国保健所長会副会長

## 死去
- 1月3日 - 和田英作[11]、洋画家（* 1874年）
- 1月16日 - 山本一清、天文学者（* 1889年）
- 1月18日 - 竹内良一、俳優（* 1903年）
- 1月21日 - セシル・B・デミル、映画監督（* 1881年）
- 1月22日 - マイク・ホーソーン、F1レーサー（* 1929年）
- 2月1日 - 鷹司信輔、公爵・鳥類学者（* 1889年）
- 2月3日 - 加藤厚太郎、実業家（* 1895年）
- 2月7日 - ナップ・ラジョイ、メジャーリーガー（* 1874年）
- 2月13日 - 平沼亮三、実業家・政治家、第5代日本体育協会会長（* 1879年）
- 2月19日 - 鳥山喜一 歴史学者（* 1887年)
- 2月22日 - 岡倉士朗、演出家（* 1909年）
- 3月7日 - 鳩山一郎、第52 - 54代内閣総理大臣・自由民主党初代総裁（* 1883年）
- 4月8日 - 高浜虚子、俳人・小説家（* 1874年）
- 4月9日 - フランク・ロイド・ライト、建築家（* 1867年）
- 4月16日 - 鳳龍一雄、元力士（* 1927年）
- 4月30日 - 永井荷風、小説家（* 1879年）
- 5月9日 - 梁田貞、教育者・作曲家（* 1885年）
- 5月20日 - アルフレッド・シュッツ、社会学者（* 1899年）
- 5月22日 - 吉岡弥生、教育者・医師（* 1871年）
- 5月24日 - ジョン・フォスター・ダレス、アメリカ合衆国国務長官（* 1888年）
- 5月26日 - エド・ウォルシュ、メジャーリーガー（* 1881年）
- 6月4日 - 土方与志、演出家（* 1898年）
- 6月15日 - 助川良平、政治家（* 1921年）
- 6月16日 - 金森徳次郎、政治家（* 1886年）
- 6月18日 - エセル・バリモア、女優（* 1879年）
- 6月20日 - 芦田均、外交官・第47代内閣総理大臣（* 1887年）
- 6月29日 - 苫米地義三、政治家（* 1880年）
- 7月6日 - ジョージ・グロス、画家（* 1893年）
- 7月9日 - 橘外男、小説家（* 1894年）
- 7月12日 - 中村時蔵 (3代目)、歌舞伎役者（* 1895年）
- 7月17日 - ビリー・ホリデイ、ジャズ歌手（* 1915年）
- 7月26日 - 伊藤永之介、小説家（* 1903年）
- 8月1日 - ジャン・ベーラ、F1レーサー（* 1921年）
- 8月8日 - ヘンリー・セントジョージ・タッカー、立教学院総理、米国聖公会総裁主教（* 1874年）
- 8月13日 - 鈴木銀之助、プロ野球選手（* 1912年）
- 8月14日 - 五島慶太、実業家（* 1882年）
- 8月16日 - ワンダ・ランドフスカ、チェンバロ奏者・ピアニスト（* 1879年）
- 8月16日 - 梅若六郎 (54世)（* 1876年）
- 9月14日 - ラクシュミ・プラサド・デヴコタ（* 1909年）
- 9月20日 - 内山完造、日中友好活動家（* 1885年）
- 9月26日 - ソロモン・バンダラナイケ、第4代セイロン首相（* 1899年）
- 10月3日 - 栃木山守也、大相撲第27代横綱（* 1892年）
- 10月8日 - 春風亭柳枝 (8代目)、落語家（* 1905年）
- 10月9日 - 石井四郎、日本陸軍軍人・軍医・731部隊創設者（* 1892年）
- 10月16日 - 神戸正雄、法学者・経済学者・元京都市長（* 1877年）
- 10月20日 - 阿部次郎、哲学者・美学者・作家（* 1883年）
- 10月24日 - ボリス・エイヘンバウム、文芸学者（* 1886年）
- 11月3日 - 高橋貞二、俳優（* 1926年）
- 11月4日 - レフティ・ウィリアムズ、メジャーリーガー（* 1893年）
- 11月6日 - ホセ・ラウレル、第3代フィリピン大統領（* 1891年）
- 11月7日 - アルベルト・ゲレーロ、ピアニスト・作曲家（* 1886年）
- 11月18日 - 豊田三郎、小説家（* 1907年）
- 11月19日 - 石井悌、昆虫学者（* 1894年）
- 11月23日 - 両國梶之助 (1907年生)、大相撲力士・元関脇（* 1907年）
- 11月25日 - 高島象山、易者（* 1886年）
- 11月26日 - アルバート・ケテルビー、作曲家（* 1875年）
- 12月6日 - 筒井敬三、元プロ野球選手（* 1925年）
- 12月11日 - ジム・ボトムリー、メジャーリーガー（* 1900年）
- 12月21日 - 北大路魯山人、芸術家（* 1883年）
- 12月24日 - 山脇正治、プロ野球監督（* 1885年）

## ノーベル賞
- 物理学賞 - エミリオ・セグレ（アメリカ）、オーウェン・チェンバレン（アメリカ）
- 化学賞 - ヤロスラフ・ヘイロフスキー（チェコスロバキア）
- 生理学・医学賞 - セベロ・オチョア（アメリカ）、アーサー・コーンバーグ（アメリカ）
- 文学賞 - サルヴァトーレ・クァジモド（イタリア）
- 平和賞 - フィリップ・ノエル＝ベーカー（イギリス）